# 얼음꽃 (드라마)
《얼음꽃》은 2002년 9월 16일부터 이듬해 3월 1일까지 방영되었던 SBS 아침연속극이었었다.

## 기획 의도
'태양을 사랑한 얼음꽃이 태양에 가까이 갈수록 죽어간다'는 꽃 이야기를 소재로 '사랑'을 안으로 삭일 수 밖에 없는 여인의 슬픈 운명하고 이룰 수 없는 사랑의 안타까움을 담았다.

## 줄거리
성공에 눈이 어두워진 형준에게 버림받은 영주, 그리고 태양 물산의 유일한 핏줄이지만 어릴 적 버림받았던 태석. 두 사람은 태석이 교도소에서 출소하던 날 버스에서 우연히 마주치고 슬픈 사랑을 하게 된다.
둘은 얼음꽃하고 태양처럼 슬픈 운명 때문에 사랑을 이룰수 없는 연인이 된다. 우여곡절 끝에 둘은 결혼하고 신혼여행 도중 영주는 태석에게 얼음꽃에 대한 이야기를 해준다.

## 등장 인물

### 주요 인물
- 조민수(신영주) : 내성적이고 헌신적이지만 의지가 강한 성격. 첫사랑인 형준을 헌신적으로 뒷바라지하지만 버림받는다. 이후 어머니가 가정부로 일하던 집의 장남이자, 형준의 친구로 자상한 경민과 결혼한다. 경민이 의처증 본색을 드러내자 불행한 결혼 생활을 하게 되고 스트레스로 유산한다. 경민이 형준에게 죽임을 당하자 혼자 남게 되지만 임신했다는 사실을 알고 홀로 아들 희수를 낳아, 홀시어머니에 시이모, 시고모, 시누이까지 모시고 산다. 태석과는 동생 난주의 신장 이식 문제로 엮인 적이 있으며 이후 신진의류 공장에서 일하며 그와 가슴 아픈 사랑을 나누게 된다. 우여곡절 끝에 태석과 결혼에 골인한다.
- 장동직(진태석 → 강태석) : 냉소적이고 반항적인 성격. 회사 창업주의 아들인 인철의 숨겨진 친아들로 신진의류 공장을 운영한다. 마음 속 깊이 정과 사랑에 대한 갈구가 강하다. 출소일에 영주의 소매치기범으로 몰리고 어머니를 처음 만난다. 어머니가 사망하며 신장을 기증해준 영주의 동생 난주 때문에 영주와 인연을 이어간다. 태석의 음모로 경민을 살인한 범인이 될 뻔했으나 영주의 도움으로 누명을 벗는다. '키다리 아저씨'처럼 영주를 돕다 사랑을 느끼게 된다. 자신을 부정하던 아버지 인철과 화해하고, 형준의 공격으로부터 디아이 패션을 지키기 위해 그와 싸운다. 형준이 죽고 회사가 정상화되자 영주와 결혼한다.
- 이현경(유세미) : 도란 언니의 딸이자 영주의 시누이. 강한 질투심과 욕망의 소유자. 평온하고 남부러울 것 없던 가정이 몰락한 후 초라해진 가정 형편에도 씀씀이가 크고 허영심을 부린다. 올케인 영주가 가사 일에 생활비까지 벌어오지만 자신의 인생에만 관심이 있다. 태양 물산과 디아이 패션의 후계자가 태석인 것을 알고, 태석에게 접근하여 결혼하기 위해 거짓 임신과 유산으로 태석을 속이지만 이내 영주에게 들켜 결혼에 실패한다. 자신의 이익을 위해 형석과 손을 잡으나, 자신의 잘못을 뉘우치고 형석을 배신하여 태석을 도와준다. 후에 제주도에서 식당을 운영하며 영주와 태석의 결혼을 축하한다.
- 최재원(오형준) : 영주의 애인. 성공을 위해서라면 물불을 가리지 않는 냉혈한. 사법 시험을 공부하다 실패하고 태양 물산에 취직한다. 태양 물산과 디아이 패션 강 회장의 외동딸 지은이 희귀병에 걸려 시한부 인생이라는 것을 알고 그녀에게 접근하며 영주를 버리고 지은과 결혼에 성공하여 기획실 차장이 된다. 태석이 지은의 숨겨진 친오빠라는 사실을 알게 되고, 태석이 자신의 실체를 파악하자 태석을 살인하기로 계획하지만 일이 꼬여 애꿎은 경민을 죽이게 된다. 지은도 병으로 사망하자 재벌가의 유일한 후계자로 남는다. 디아이 패션을 갖기 위해 범죄를 일삼다가 궁지에 몰리자 자살한다.

### 영주네
- 박주아(조순임) : 영주 어머니로 논산댁이라 불린다. 영주와 경민의 결혼 전, 도경네 가정부로 일하였다. 두 딸에게 최선을 다하며 딸들의 행복만을 바라는 헌신적인 어머니.
- 김영미(신난주) : 순임 막내딸. 태석의 어머니에게 신장을 이식받아 건강을 되찾는다. 언니를 대신하여 입바른 소리를 잘한다. 언니를 따라 신진의류 공장에서 일하다 디자이너가 된다.
- 유희수 → 장희수 : 영주&경민 아들.

### 세미네
- 오미연(최도경) : 세미, 경민 엄마이자 영주 시어머니. 시누이 재분 때문에 골치가 아프다. 경민의 사망 후 집안이 몰락하자 다리가 불편해져 보행 보조기에 의존하게 된다. 아들을 잡아먹었다며 영주를 원망한다. 세미의 악행을 말리지 못하고 영주를 막으며 갈등을 빚지만, 영주와 화해하며 결혼을 진심으로 축하해준다. 세미와 함께 제주도에서 산다.
- 김영란(최도란) : 도경 여동생. 노처녀. 언니 도경의 집에 살고 있다. 두호를 좋아하지만 사돈 재분에게 뺏긴다. 50년 인생 처음으로 적성을 찾아 패션 모델로 데뷔한다.
- 김보연(유재분) : 도경 시누이. 아들 철구가 두 돌 되기 전에 복잡하던 남자 문제로 이혼당했다. 넉살 좋고 뻔뻔한 성격으로 은근슬쩍 도경의 집에 눌러 앉는다. 도란과 콤비로 항상 집안을 시끌벅적하게 한다. 두호와 사랑에 빠져 결혼한다.
- 김승욱(유경민) : 형준 친구. 형준에게 버림받은 영주와 집안의 반대를 무릅쓰고 결혼한다. 자상하나 부인 영주에 대한 의처증이 있고 그 때문에 영주를 괴롭힌다. 자신을 태석으로 오인한 형준의 공격으로 사망한다.
- 이현(철구) : 재분의 철없는 아들. 신진의류 공장에서 일을 하다 난주와 사랑에 빠진다.

### 태양 물산
- 이도련(강만중) : 태양 물산 창업주. 명예회장. 인철과 두호의 아버지. 자신이 돌보지 못한 아들 두호에게 마음이 쓰인다.
- 박근형(강인철) : 태양 물산 창업주의 사위로 디아이 패션의 회장이다. 이복동생 두호의 애인을 겁탈해 임신시키고 이들 사이에서 태석이 태어난다. 재벌 딸과의 결혼을 위해 태석 모자를 버린다. 아들 태석이 나타나자 그의 존재를 부정하지만, 형석과 세미에 의해 교통 사고를 당하자 자신을 간병하는 태석에게 마음을 연다.
- 김연주(강지은) : 인철의 외동딸. 희귀병에 걸려 시한부 인생을 살고 있다. 뇌손상으로 인해 부분 치매 증상이 온다. 형석이 자신을 사랑한다고 믿었으나 결국은 재산 때문에 자신에게 접근하였다는 것을 알고 친오빠 태석에게 형준의 실체를 밝힌다. 형준을 몰락시키려 했으나 이내 병으로 죽는다.
- 심양홍(강두호) : 인철의 이복동생으로 태석 어머니의 애인이었다. 태석 어머니가 버린 태석을 보호하며 키운 사람. 형 인철에 대한 반감이 크며 매일 찾아와 돈을 내놓으라 소리친다. 재분과 도란 사이에서 삼각 관계를 형성하나, 결국 재분과 결혼한다.

### 그 외 인물
- 허진(태석 모) : 특별출연, 두호의 애인이었으나 인철에게 겁탈당하여 태석을 낳고 버린다. 병에 걸려 얼마 못 산다는 것을 알자, 태석을 찾는다. 태석과 영주가 결혼할 사이라고 알고 있으며, 난주에게 신장 이식을 해주고 세상을 떠난다.
- 전노민(김상만) : 수경 패션의 공장장. 영주를 좋아하나 태석에게 보내준다.
- 김수경 : 상만 외동딸. 영주를 잘 따른다.
- 이정성(운동하는 아저씨)
- 현숙희(손님)
- 설지윤, 장은비

## 시청률
- 저조한 시청률을 기록했던 SBS 아침연속극 시간대에서 시청률 20%를 넘기며 큰 흥행을 하였다.[1][2]

## 연장
- 얼음꽃 방영 분량이 120부작에서 19회 연장되어 139부작으로 변경 및 확정되었다.

## 참고 사항
- 강지은 역의 김연주는 <얼음꽃> 캐스팅으로 KBS 2TV 쇼 파워 비디오 진행을 그만뒀는데[3] 그 이후에는 연기에만 전념해 왔다.
- 최도경 역에는 당초 김자옥이 캐스팅되었으나 최종적으로 불발되었고 오미연이 역할을 대신 맡았다.[4]
- 높은 시청률로 인기를 끌었으나, 세미(이현경)와 형준(최재원)의 도를 넘는 악행 묘사로 시청자들의 비난을 받았다.[5][6]
- 김보연과 전노민은 이 드라마를 통해 처음 만나 결혼에 골인하였다.[7]

## 얼음꽃 이야기
얼음 꽃은 아름답지만 차갑고 햇빛이 들지 않는 음지에서만 산다.
그런 얼음 꽃은 눈부신 태양을 사랑하게 된다.
그러나 태양을 가까이 할 수 없다.
태양 빛을 받는 순간 녹아버릴 것이기 때문이다.
태양은 바람을 통해 얼음 꽃의 사랑을 전해듣는다.
태양도 얼음 꽃을 사랑하게 되고 그를 찾아나선다.
숨어있던 얼음 꽃은 생애 마지막 순간, 인생에서 가장 아름다운 그 순간 태양에 자신의 모습을 보여주고 녹아버린다.